# USS Mount Whitney (LCC-20)
El USS Mount Whitney (LCC/JCC 20) es el buque insignia de la clase Blue Ridge de la Armada de los Estados Unidos y buque insignia de la Sexta Flota de los Estados Unidos. También es la nave de comando y control para el Commander Joint Command Lisbon y Commander Striking Force de la OTAN. Previamente fue la nave de comando de la Segunda Flota.
Fue clasificado como LCC-20 el 1 de enero de 1969, y botado el 8 de enero del mismo año por Newport News Shipbuilding & Drydock Company, Newport News, Virginia.
Se supone que es el buque de comando, control, comunicaciones, computadoras e inteligencia más sofisticado (C4I) que se haya comisionado.

## Nombre
El barco lleva el nombre del Monte Whitney, un pico en la cordillera de Sierra Nevada de California. El monte es la cumbre más alta en los Estados Unidos contiguos con una elevación de 4.421 m s. n. m.

## Servicio operativo

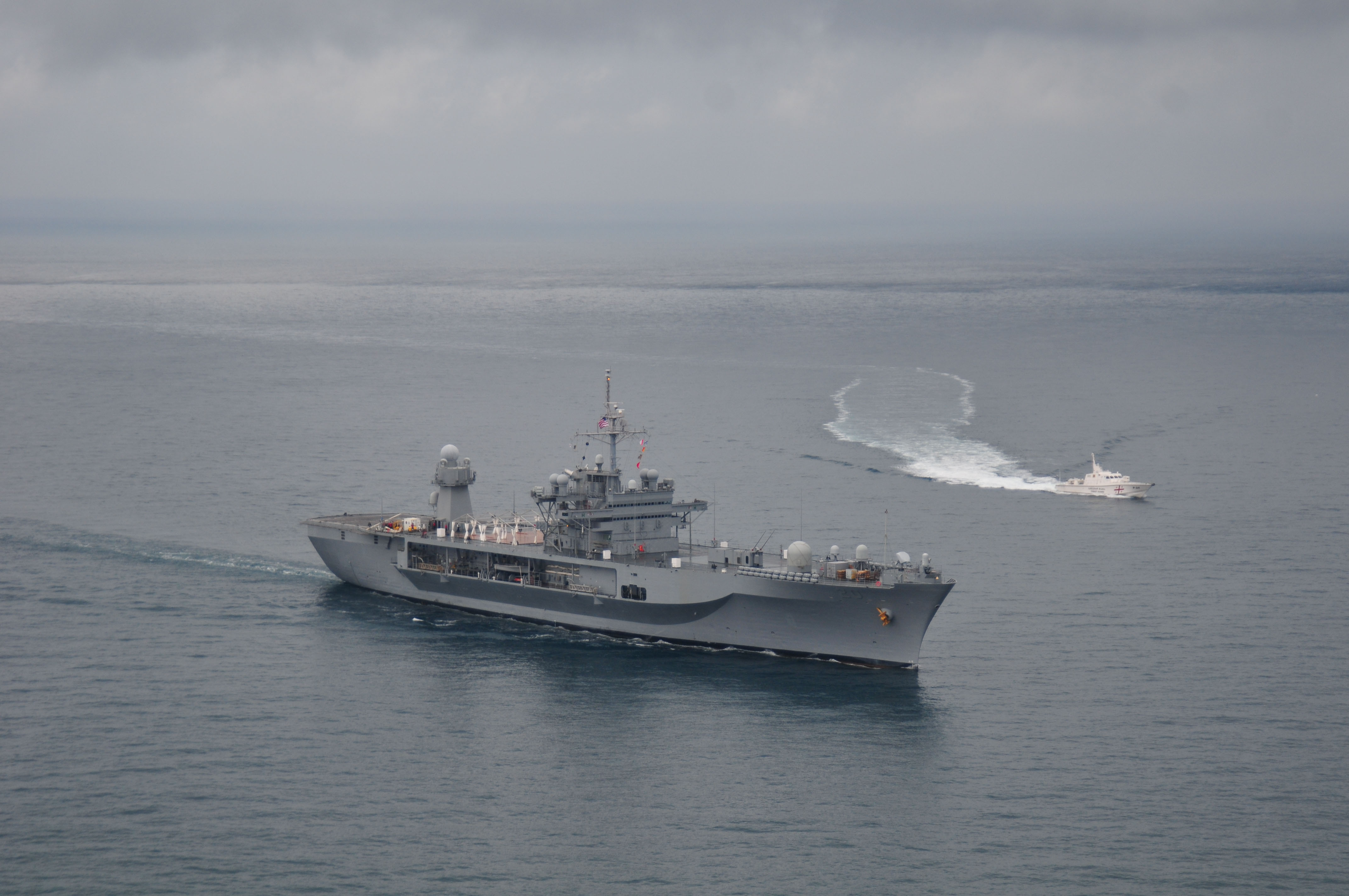
El USS Mount Whitney (izquierda) navegando junto al barco de la guardia costera georgiana Sokhumi cerca de Batumi, Georgia, en noviembre de 2013.

En 1994, durante el ejercicio de un juego de guerra durante el Operativo FleetEx 2/94 "George Washington", la Armada Argentina, actuando como el enemigo y usando el submarino ARA San Juan (S-42), pasó desapercibida, penetró la defensa del destructor y "hundió" al Mount Whitney, que era el barco de comando durante el ejercicio.
En agosto de 2008, el Mount Whitney se desplegó en el Mar Negro en apoyo de a la operación Assured Delivery para entregar ayuda humanitaria a los afectados por la guerra de Osetia del Sur. Fue el primer barco de la OTAN en entregar ayuda en el puerto de Poti, Georgia.
El 6 de noviembre de 2008, el Mount Whitney no pudo ingresar al puerto de Sebastopol. Las autoridades de la ciudad y representantes de la Marina de Ucrania se negaron a comentar sobre el evento. Las personas que trabajaban para la administración de la ciudad informaron que la falla se debió a problemas con los documentos de la nave; mientras que otros sugirieron que la causa eran las protestas contra la OTAN.
Desde el 19 de marzo de 2011, el buque sirvió en el mar Mediterráneo como principal buque de comando para la aplicación de la Resolución 1973 del Consejo de Seguridad de las Naciones Unidas contra Libia, al mando almirante Samuel J. Locklear, durante la operación Amanecer de la Odisea. El Mount Whitney sirvió como buque de comando y control para la participación de los Estados Unidos en la campaña de coalición destinada a hacer cumplir una zona de exclusión aérea sobre Libia y para evitar que las fuerzas de Muamar el Gadafi destruyan el bastión rebelde de Bengasi.
En febrero de 2013, Mount Whitney se transfirió al astillero San Giorgio del Porto en Génova, Italia, para un importante proyecto de revisión y reparación de 60 días. El 31 de enero de 2014, Mount Whitney dejó su puerto de origen de Gaeta, Italia.
El 31 de julio de 2015, se produjo un incendio a bordo del buque mientras se encontraba en el Astillero Viktor Lenac en Rijeka, Croacia. No hubo informes de heridos y el fuego se extinguió en 45 minutos por la tripulación de la nave y el cuerpo de bomberos del astillero. Se investigó la causa del incendio y la extensión del daño. El Mount Whitney había estado en el Astillero Viktor Lenac desde enero de 2015 sometiéndose a una revisión de mantenimiento programada diseñada para extender la vida útil del barco hasta 2039.
El 30 de junio de 2016, el buque visitó Klaipėda, Lituania, y en octubre de 2016, el barco visitó la bahía de Souda en Grecia.
A principios de 2017 el buque estuvo de nuevo en el Astillero Viktor Lenac para más modernizaciones a su infraestructura de tecnología de la información, y para someterse a varias remodelaciones de su ingeniería.
Del 2 al 6 de julio de 2023 el buque estuvo de escala de descanso en el puerto de Málaga.